# 梁川站 (山梨縣)
梁川站（日语：／ Yanagawa eki */?）是東日本旅客鐵道（JR東日本）中央本線的鐵路車站，位於日本山梨縣大月市梁川町網之上。

## 歷史
- 1949年（昭和24年）4月1日：開業，為鐵道省的一個車站。
- 1949年（昭和24年）6月1日：成為日本國有鐵道的一個車站。
- 1985年（昭和60年）3月1日：變為招呼站。
- 1987年（昭和62年）4月1日：國鐵分割民營化，成為東日本旅客鐵道的一個車站。
- 1990年（平成2年）11月：極端主義放火導致站舍燒毀。
- 1992年（平成4年）4月：新站舍竣工。
- 2001年（平成13年）11月18日：本站可以使用Suica。
- 2016年（平成28年）3月：現有站舍投入使用。

## 車站結構
島式月台1面2線的地面車站，設有自動售票機。

### 月台配置
| 股道 | 路線     | 方向 | 目的地                 |
| ---- | -------- | ---- | ---------------------- |
| 1    | 中央本線 | 下行 | 大月、甲府、松本方向   |
| 2    | 中央本線 | 上行 | 八王子、立川、新宿方向 |

（來源：JR東日本:車站構內圖 （页面存档备份，存于））

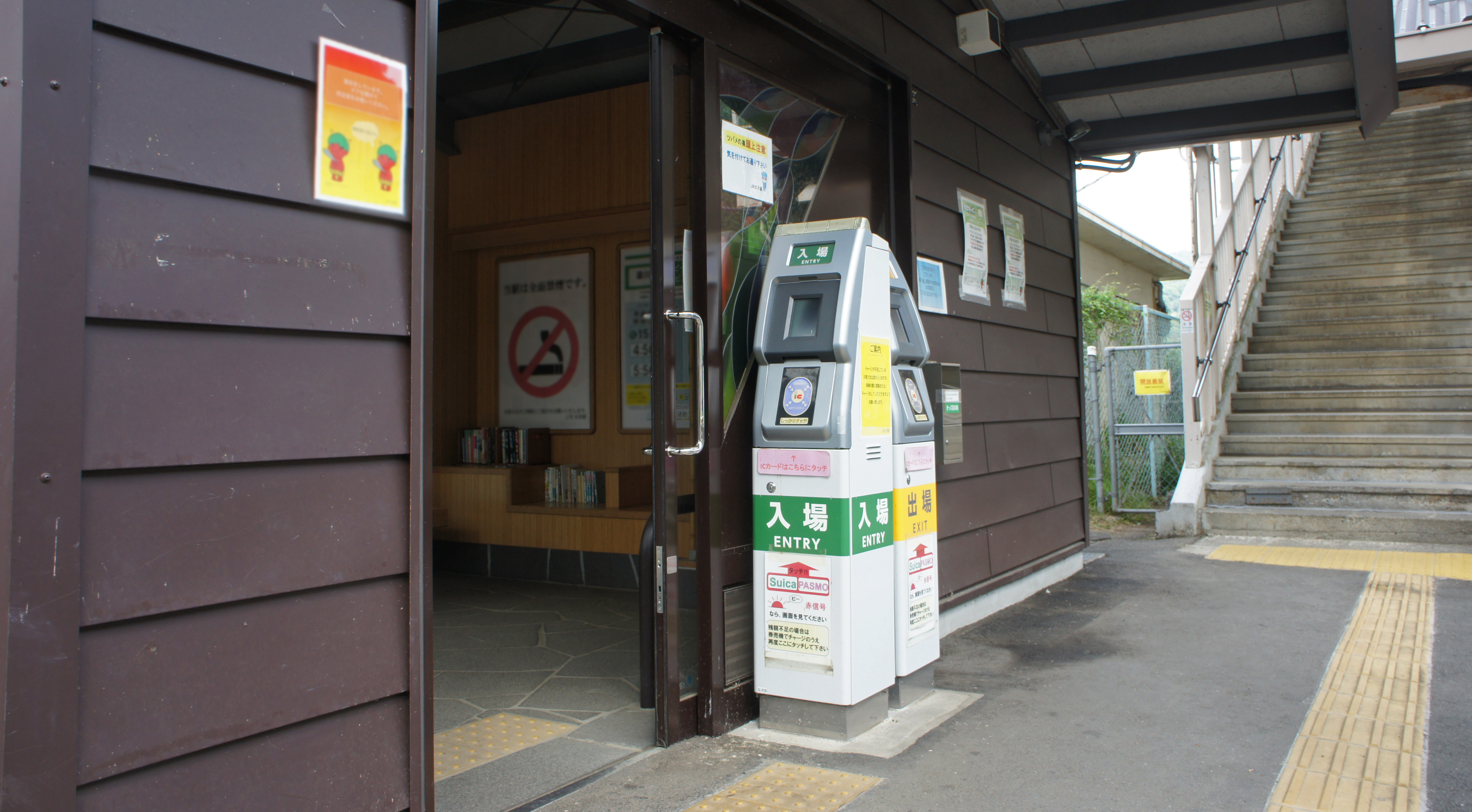
閘口（2021年5月）
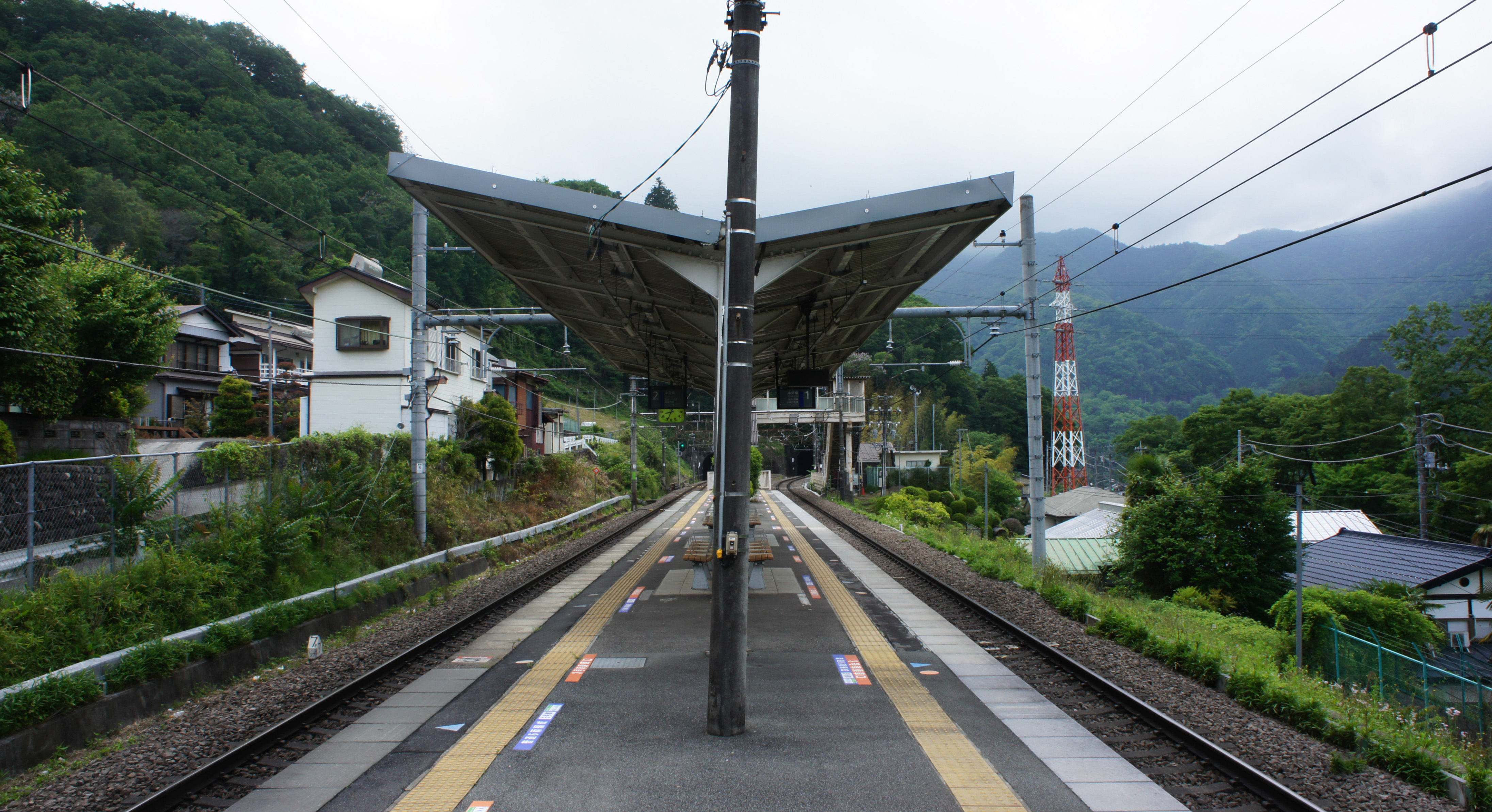
月台（2021年5月）

## 使用情況
1日平均人次根據「山梨縣統計年鑑」數值除1年日數算出。
| 上車人次推移       | 上車人次推移     | 上車人次推移 |
| 年度               | 1日平均 上車人次 | 來源         |
| ------------------ | ---------------- | ------------ |
| 2000年（平成12年） | 225              | [ 1 ]        |
| 2001年（平成13年） | 237              | [ 2 ]        |
| 2002年（平成14年） | 273              | [ 3 ]        |
| 2003年（平成15年） | 277              | [ 4 ]        |
| 2004年（平成16年） | 273              | [ 5 ]        |
| 2005年（平成17年） | 265              | [ 6 ]        |
| 2006年（平成18年） | 252              | [ 7 ]        |
| 2007年（平成19年） | 251              | [ 8 ]        |
| 2008年（平成20年） | 242              | [ 9 ]        |
| 2009年（平成21年） | 232              | [ 10 ]       |
| 2010年（平成22年） | 227              | [ 11 ]       |

## 车站周边
- 国道20号
- 大月市役所梁川出張所
- 梁川郵政局
- 桂川

## 相鄰車站
東日本旅客鐵道（JR東日本）
  中央本線
■通勤特快（只限上行）、■中央特快、■通勤快速（只限下行）、■快速、■普通
四方津（JC 28）－梁川（JC 29）－鳥澤（JC 30）

## 外部連結
- 車站資訊（梁川）：東日本旅客鐵道